# Isoperla petersoni
Isoperla petersoni is een steenvlieg uit de familie Perlodidae. De wetenschappelijke naam van de soort is voor het eerst geldig gepubliceerd in 1927 door Needham & Christenson.